# Asteroschema migrator
Asteroschema migrator är en ormstjärneart som beskrevs av Jean Baptiste François René Koehler 1904. Asteroschema migrator ingår i släktet Asteroschema och familjen Asteroschematidae. Inga underarter finns listade i Catalogue of Life.